# 안산단원경찰서
안산단원경찰서(安山檀園警察署, Ansan Danwon Police Station)는 경기도남부경찰청이 관할하는 경찰서 중 하나이다. 경기도 안산시 단원구 일대를 관할한다. 경기도 안산시 단원구 화랑로 373 (고잔동)에 위치하고 있다.
서장은 총경으로 보한다.

## 기본 정보
- 주소: 경기도 안산시 단원구 화랑로 373 (고잔동)
- 우편번호: 15335

## 관할 파출소 및 지구대
안산단원경찰서는 1개의 지구대와 10개의 파출소를 산하에 두고 있다.
| 명칭        | 사진 | 주소                     | 관할구역                                     | 치안센터     |
| ----------- | ---- | ------------------------ | -------------------------------------------- | ------------ |
| 고잔파출소  |      | 화랑로 397 (고잔동)      | 고잔동 일부                                  |              |
| 호수지구대  |      | 광덕2로 127 (고잔동)     | 고잔동 일부, 초지동 일부, 반월공단 일부      |              |
| 와동파출소  |      | 와동로7길 1 (와동)       | 와동                                         |              |
| 선부파출소  |      | 선부광장1로 150 (선부동) | 선부1·2동, 선부3동 일부                      |              |
| 선부2파출소 |      | 선여불로 19 (선부동)     | 선부2동 일부                                 |              |
| 선부3파출소 |      | 선삼로2길 14-20 (선부동) | 화정동, 선부3동 일부                         |              |
| 원곡파출소  |      | 원곡공원로 30 (원곡동)   | 원곡본동, 신길동 일부                        |              |
| 원선파출소  |      | 원선로 33 (원곡동)       | 원곡동 일부, 초지동 일부                     |              |
| 공단파출소  |      | 동산로 29 (원시동)       | 원시동, 목내동, 성곡동, 신길동 일부          |              |
| 대부파출소  |      | 대부중앙로 67 (대부북동) | 대부동동, 대부남동, 대부북동, 선감동, 풍도동 | 풍도치안센터 |
| 신길파출소  |      | 도일로 45 (신길동)       | 신길동 일부                                  |              |

## 같이 보기
- 경기도남부지방경찰청